# Франклін (Вірджинія)
Франклін (англ. Franklin) — незалежне місто в США,  в штаті Вірджинія. Населення — 8180 осіб (2020).

## Географія
Франклін розташований за координатами 36°41′2″ пн. ш. 76°56′29″ зх. д. / 36.68389° пн. ш. 76.94139° зх. д. ( 36.684014, -76.941396).  За даними Бюро перепису населення США в 2010 році місто мало площу 21,62 км², з яких 21,25 км² — суходіл та 0,37 км² — водойми.

## Демографія
Згідно з переписом 2010 року, у місті мешкали 8582 особи в 3530 домогосподарствах у складі 2336 родин. Густота населення становила 397 осіб/км².  Було 3901 помешкання (180/км²). 
Расовий склад населення:
| - 56,9 % — чорних або афроамериканців - 39,4 % — білих - 0,7 % — азіатів - 0,3 % — корінних американців |

До двох чи більше рас належало 1,9 %. Іспаномовні складали 1,6 % від усіх жителів.
За віковим діапазоном населення розподілялося таким чином: 23,8 % — особи молодші 18 років, 59,0 % — особи у віці 18—64 років, 17,2 % — особи у віці 65 років та старші. Медіана віку мешканця становила 40,7 року. На 100 осіб жіночої статі у місті припадало 80,3 чоловіків;  на 100 жінок у віці від 18 років та старших — 74,8 чоловіків також старших 18 років.
Середній дохід на одне домашнє господарство  становив 51 587 доларів США (медіана — 32 399), а середній дохід на одну сім'ю — 63 080 доларів (медіана — 42 016). Медіана доходів становила 48 750 доларів для чоловіків та 29 234 долари для жінок. За межею бідності перебувало 21,2 % осіб, у тому числі 32,4 % дітей у віці до 18 років та 10,2 % осіб у віці 65 років та старших.
Цивільне працевлаштоване населення становило 3429 осіб. Основні галузі зайнятості: освіта, охорона здоров'я та соціальна допомога — 28,6 %, публічна адміністрація — 13,6 %, виробництво — 12,4 %.